# نفق المانش
نفق مضيق المانش أو نفق القناة (بالإنجليزية: Channel Tunnel)‏ هو نفق طوله 50.450 كيلومترا يربط الأراضي الفرنسية ببالأراضي الإنجليزية.

## نظرة عامة
هو نفق تحت بحر المانش وسمي بذلك نسبة إلى مضيق المانش. نفق بحر المانش (بالفرنسية : نفق جنيه)، المعروف أيضا باسم النفق الأوروبي، هو 50.5 كيلومتر (31،4 ميل) تحت البحر نفق للسكك الحديدية تربط بين المملكة المتحدة وفرنسا. وهو ثاني أطول نفق تحت البحر في العالم (بعد نفق سيكان في اليابان).

## لمحة تاريخية
بدأ البناء في ديسمبر عام 1987 وانتهى في 10 ديسمبر 1993 و دام 6 سنوات . وبحلول عام 1994 بدأ استعمال النفق - خدمات نقل الركاب بالسكك الحديدية التي تربط بين لندن وباريس وبروكسل وخدمات الشحن.
في 18 نوفمبر 1996 اندلع حريق أثناء تشغيل النفق، ولكن سرعان ما عاد إلى العمل في ديسمبر من نفس العام. وفي 11 نوفمبر 2008 وقع حريق آخر على بعد 11 كلم من المدخل الفرنسي وقد كان أقل ضررا من الأول.

## وصلات خارجية
- الموقع الرسمي